# Guédelon
Guédelon er et byggeprojekt i Treigny, Frankrig. Formålet er at opføre en middelalderlig borg kun ved brug af teknikker og materialer der var kendt i Middelalderen. Projektet vil tage omkring 25 år, og når den står færdig i 2030'erne skulle den gerne være en autentisk rekonstruktion af en 1200-tals borg.
For at være i stand til at undersøge fortidens teknologi, benytter projektet kun teknikker, værktøj og dragter, som var kendt i perioden. Materialerne, der inkluderer store mængder sten og træ, hentes alle lokalt. Jacques Moulin er arkitekt på projektet. Han tegnede borgen på baggrund af en model, der blev udviklet i 1200- og 1300-tallet af Filip 2. August af Frankrig.
Byggeriet blev påbegyndte i 1997 under Michel Guyot, der ejer Château de Saint-Fargeau, der er et slot i Saint-Fargeau 13 kilometer derfra. Området blev valgt på grund af tilgængeligheden af byggematerialerne: et forladt stenbrud, en stor skov og med en sø tæt ved. Området er et skovområde, og den nærmeste by er Saint-Sauveur-en-Puisaye, der ligger omkring 5 km nordøst. Man har opfundet en fiktiv ridder ved navn Guilbert Courtenay, eller Guilbert de Guédelon, og en historie omkring ham. Borgen blev påbegyndt i 1228, dette årstal følger kalenderen og er gået et år frem siden.
Projektet har skabt 55 jobs, heriblandt stenhuggere, tømrere, smede, pileflettere og rebslagere. Det er nu en stor turistattraktion for området, og mere end 300.000 personer besøger stedet hvert år. Flere forskellige eksperter har bidraget til projektet, heriblandt arkitekter, arkæologer og historikere. Sammen med de eksperimentel arkæologiske forsøg har det gjort at projektet har vundet anerkendelse i den akademiske verden.

## Koncept
Den oprindelige ide om, at opføre en 1200-tals bygning fra bunden, kom fra Michel Guyot da han restaurerede sin ejendom i Saint-Fargeau. Formen på Guedelon minder om den oprindelige form på Saint-Fargeau. Ideen voksede og blev til et komplekst projekt, der fokuserer på flere aspekter:
- Turisme: byggeriet kan besøges af turister. Der bliver arrangeret guidede rundvisninger, og en restaurant med middelalderlig mad.[1] Stedet er nu en stor turistdestination, og den mest besøgte turistattraktion i Yonne, med over 300.00 besøgende i 2010. Heraf er omkring en tredjedel skoleklasser.[1]
- Uddannelse: Projektet er åbent og kan bruges af grupper og skoler, hvor man kan lærer om arbejdsforhold i middelalderen, og forskellige professioner fra perioden.
- Videnskab og teknologi: Projektgruppen bruger og tester videnskabs folks og historikeres viden om middelalderlige byggeteknikker.
- Mennesker: Det er et landområdet der ligger relativt isoleret,[1] og projektet har genereret 55 jobs og tiltrukket omkring 200 frivillige.
- Social: Området ansætter unge mennesker med forskellige problemer, og hjælper dem med professionel træning. Eksempelvis kan de få et certifikat som stenhugger.[3]

## Formål
Eksperimentel arkæologi benyttes til at teste metoder og genopdage glemte teknikker til byggeri. Det blev startet da forskere besluttede at eksperimentere og lære de gamle teknikker i stedet for blot at basere sig på modeller, hypoteser og teorier. Andre eksempler på denne tilgang er at stedet forsøger at lade arkæologer lave flinteredskaber.
Da etnografiske forskning ikke er mulig, er det kun arkæologiske fund og historiske tekster som gamle manuskripter, der kan give information om værktøj og teknikker. Derfor bruges eksperimentel arkæologi aktivt for at få viden ikke bare om værktøjet, men også hvordan det bruges. OFte har man kun kunne prøve enkeltdele under eksperimentarkæologiske forsøg, men Guédelon giver mulighed for at afprøve tingene i en større helhed og i et stort projekt.
I november 2014 sendte BBC Two serien Secrets of the Castle, hvor projektet blev kaldt "verdens største arkæologiske eksperiment". Serien havde værterne Ruth Goodman, Peter Ginn og Tom Pinfold.

## Billeder af opførslen
- 2004
- 2005
- 2006
- 2007
- 2009
- 2011
- 2012
- 2013
- 2014
- 2015
- 2016
- 2017
- 2019
- 2020